# Großer Preis von Japan 2011
Der Große Preis von Japan 2011 (offiziell 2011 Formula 1 Japanese Grand Prix) fand am 9. Oktober auf dem Suzuka International Racing Course in Suzuka statt und war das 15. Rennen der Formel-1-Weltmeisterschaft 2011.

## Berichte

### Hintergrund
Nach dem Großen Preis von Singapur führte Sebastian Vettel in der Fahrerwertung mit 124 Punkten vor Jenson Button und mit 125 Punkten vor Fernando Alonso. Vettel benötigte nur noch einen Punkt um die Fahrerweltmeisterschaft für sich zu entscheiden, einzig Button hatte noch die Chance Fahrerweltmeister zu werden. In der Konstrukteurswertung führte Red Bull-Renault mit 138 Punkten vor McLaren-Mercedes und mit 223 Punkten vor Ferrari.
Beim Großen Preis von Japan stellte Pirelli den Fahrern die Reifenmischungen Medium (weiß) und Soft (gelb), sowie für nasse Bedingungen Intermediates (hellblau) und Full-Wets (orange) zur Verfügung.
Mit Michael Schumacher (sechsmal), Alonso, Vettel (jeweils zweimal), Rubens Barrichello, Lewis Hamilton (jeweils einmal) traten fünf ehemalige Sieger zu diesem Grand Prix an.

### Training
Im ersten freien Training erzielte Button die schnellste Runde vor Hamilton und Vettel. In diesem Training übernahm Nico Hülkenberg den Force India von Adrian Sutil, Karun Chandhok den Lotus von Heikki Kovalainen und Narain Karthikeyan den HRT von Vitantonio Liuzzi.
Im zweiten freien Training blieb Button schnellster Pilot vor Alonso und Vettel.
Auch im dritten freien Training fuhr Button die schnellste Zeit vor Hamilton und Vettel. Die HRT-Piloten schafften in keiner Trainingssitzung eine Zeit innerhalb der 107-Prozent-Regel.

### Qualifying
Im ersten Abschnitt des Qualifyings (Q1) erzielte Kamui Kobayashi die schnellste Rundenzeit. Die HRT-, Virgin- und Lotus-Piloten sowie Nico Rosberg schieden aus. Rosberg und Liuzzi setzten keine Zeit und scheiterten somit an der 107-Prozent-Regel. Beide erhielten nachträglich die Starterlaubnis zum Rennen.
Im zweiten Segment (Q2) war Hamilton der schnellste Fahrer. Die Toro Rosso-, Williams- und Force-India-Piloten sowie Sergio Pérez schieden aus.
Im finalen Abschnitt (Q3) setzte sich schließlich Vettel vor Button und Hamilton an die Spitze des Feldes.

### Rennen

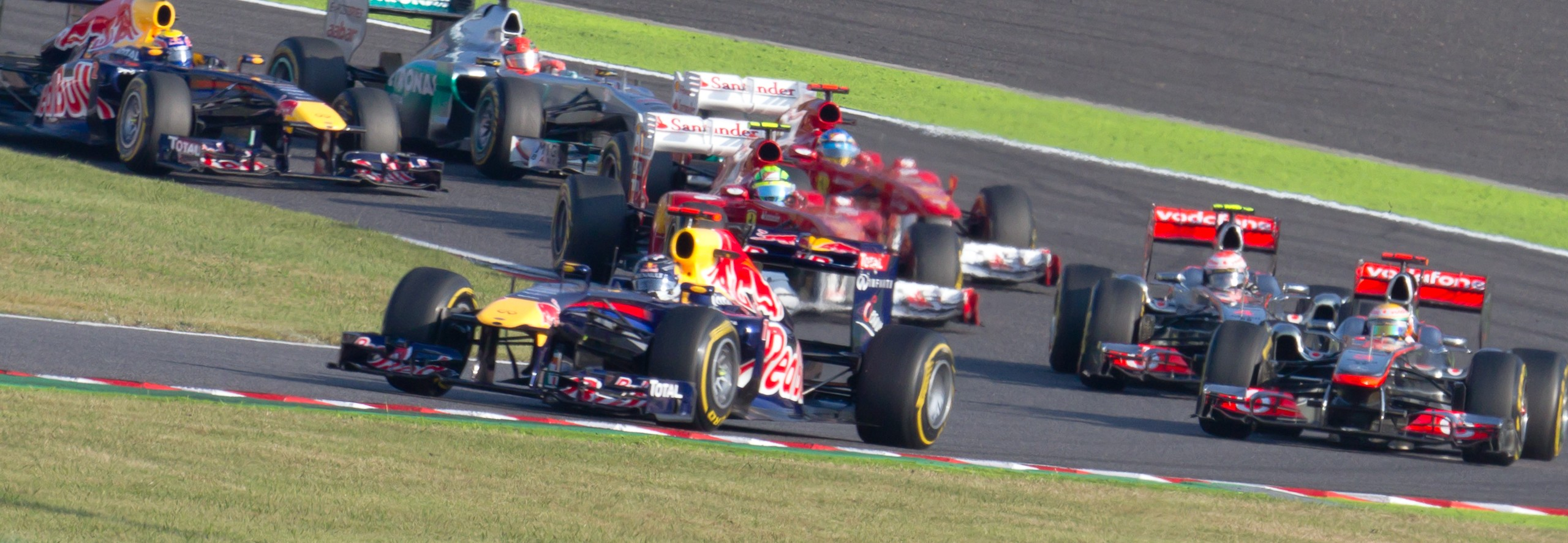
Die Spitze des Feldes in der ersten Runde

Beim Start kam es zu einem Duell um die Führung. Dabei zwang Vettel seinen Kontrahenten Button, die Strecke fast zu verlassen und vom Gas zu gehen. Hamilton übernahm dabei die zweite Position. Die Rennkommissare untersuchten dieses Duell und entschieden, keine Strafe zu verhängen. Lokalmatador Kobayashi startete nicht gut und fiel vom siebten auf den zwölften Platz zurück.
In der Anfangsphase gelang es Vettel, sich vom restlichen Feld abzusetzen. Hamilton bekam früh Reifenprobleme und ging, nachdem er von Button überholt worden war, zu einem Reifenwechsel an die Box. In den nächsten Runden kamen sämtliche Fahrer aus der Spitzengruppe zu ihrem Boxenstopp. Während die ersten zwei Positionen unverändert blieben, fuhr Alonso an Hamilton vorbei. Weiter hinten hatte die erste Boxenstoppphase negative Auswirkungen für Sébastien Buemi. Sein rechtes Vorderrad war nicht richtig befestigt und er stellte sein Auto im Kiesbett ab. Es blieb der einzige Ausfall in diesem Rennen.
Button gelang es in diesem Abschnitt den Rückstand auf Vettel zu verringern. Bei den zweiten Boxenstopps, bei denen Vettel vor Button Reifen wechselte, übernahm Button schließlich die Führung. Hinter den drei führenden Piloten kam es zu einem erneuten Duell von Hamilton und Massa. Hamilton ließ Massa dabei wenig Platz, sodass sich beide berührten. Dabei löste sich bei Massa ein Teil, das auf der Strecke liegen blieb. Beide Piloten fuhren weiter und die Rennkommissare sprachen keine Strafe aus. Ein paar Runden später verlor auch Webber in einem Duell mit Schumacher ein Teil seines Frontflügels, das ebenfalls auf der Strecke liegen blieb. Daher entschied die Rennleitung, eine Safety-Car-Phase während der Reinigung der Strecke durchzuführen. Von den führenden Piloten kam keiner an die Box.

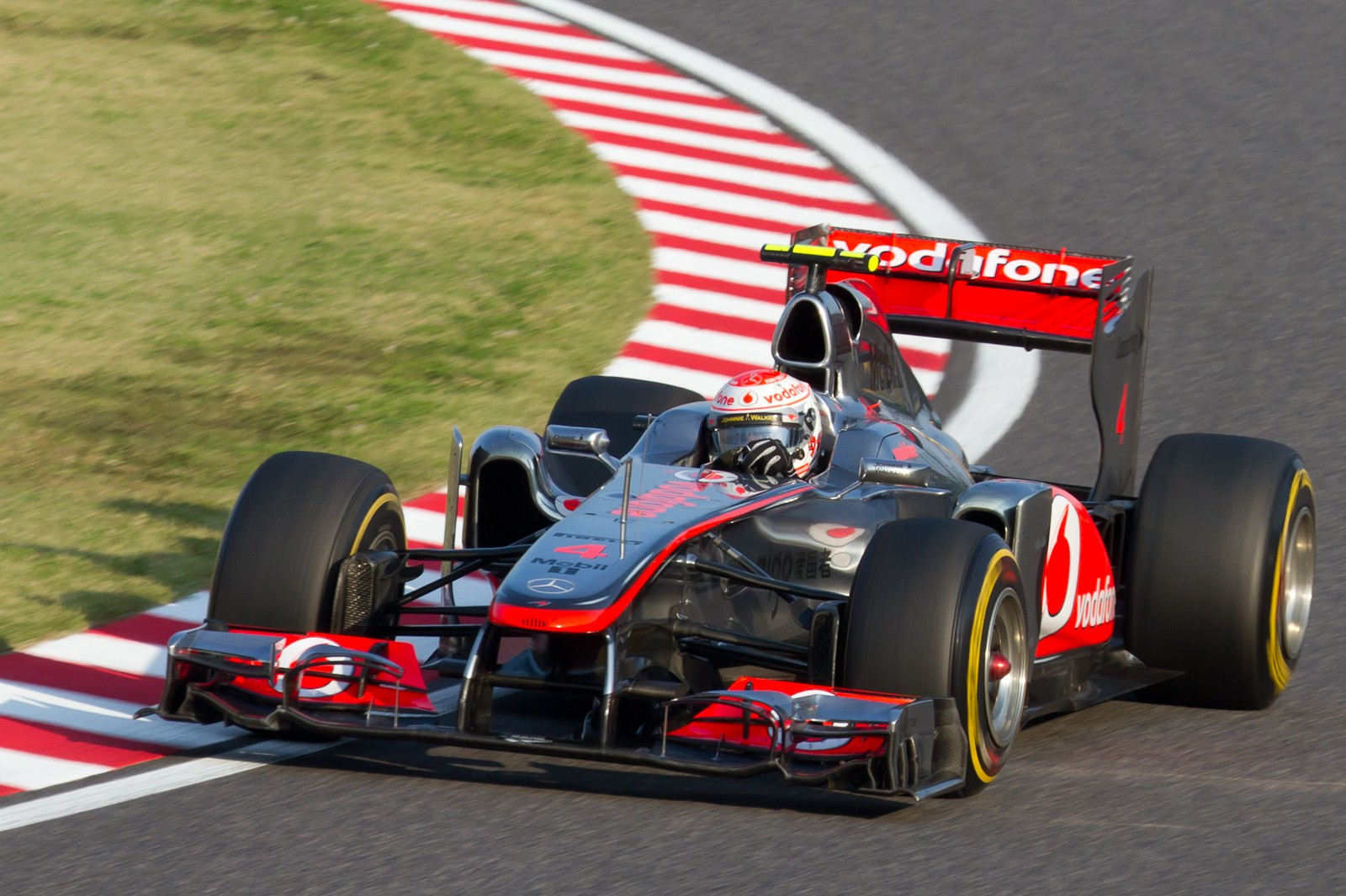
Der spätere Sieger Jenson Button während des Rennens

Beim Restart behielt Button die Führung und setzte sich in den folgenden Runden von Vettel ab. Vettel ging erneut eher an die Box und wechselte auf die härtere Reifenmischung. Da die Fahrer aufgrund der vorherigen Safety-Car-Phase dichter beieinander lagen, fiel Vettel hinter Sutil und Nico Rosberg zurück. Zwar gelang es ihm, beide zu überholen, er fiel allerdings auch hinter Alonso zurück, der später an die Box fuhr. In der Phase der letzten Boxenstopps führte Schumacher das Rennen für drei Runden an. Es waren seine ersten Führungsrunden seit dem Großen Preis von Japan 2006. Nachdem er seinen Boxenstopp absolviert hatte, kam er vor Massa auf dem sechsten Platz auf die Strecke, der ihn auch nicht mehr überholte.
Während es im Mittelfeld noch einige Positionskämpfe zwischen den Force-India-Piloten, Petrow und Rosberg gab, rückten auch die Fahrer an der Spitze näher zusammen. Red Bull forderte seine Fahrer allerdings per Funk auf, kein unnötiges Risiko einzugehen und die Positionen zu halten. Alonso kam zunächst näher an Button heran, doch diesem gelang es eine Runde vor Schluss noch die schnellste Runde zu erzielen.
Button gewann schließlich vor Alonso und Vettel, dem der dritte Platz zum vorzeitigen Gewinn der Fahrerweltmeisterschaft reichte. Mit der gelungenen Titelverteidigung wurde Vettel im Alter von 24 Jahren und 98 Tagen zum jüngsten Doppelweltmeister der Formel-1-Geschichte. Den Rekord hielt zuletzt Alonso.
Auf den weiteren Punkteplatzierungen kamen Webber, Hamilton, Schumacher, Massa, Pérez, Petrow und Rosberg ins Ziel.

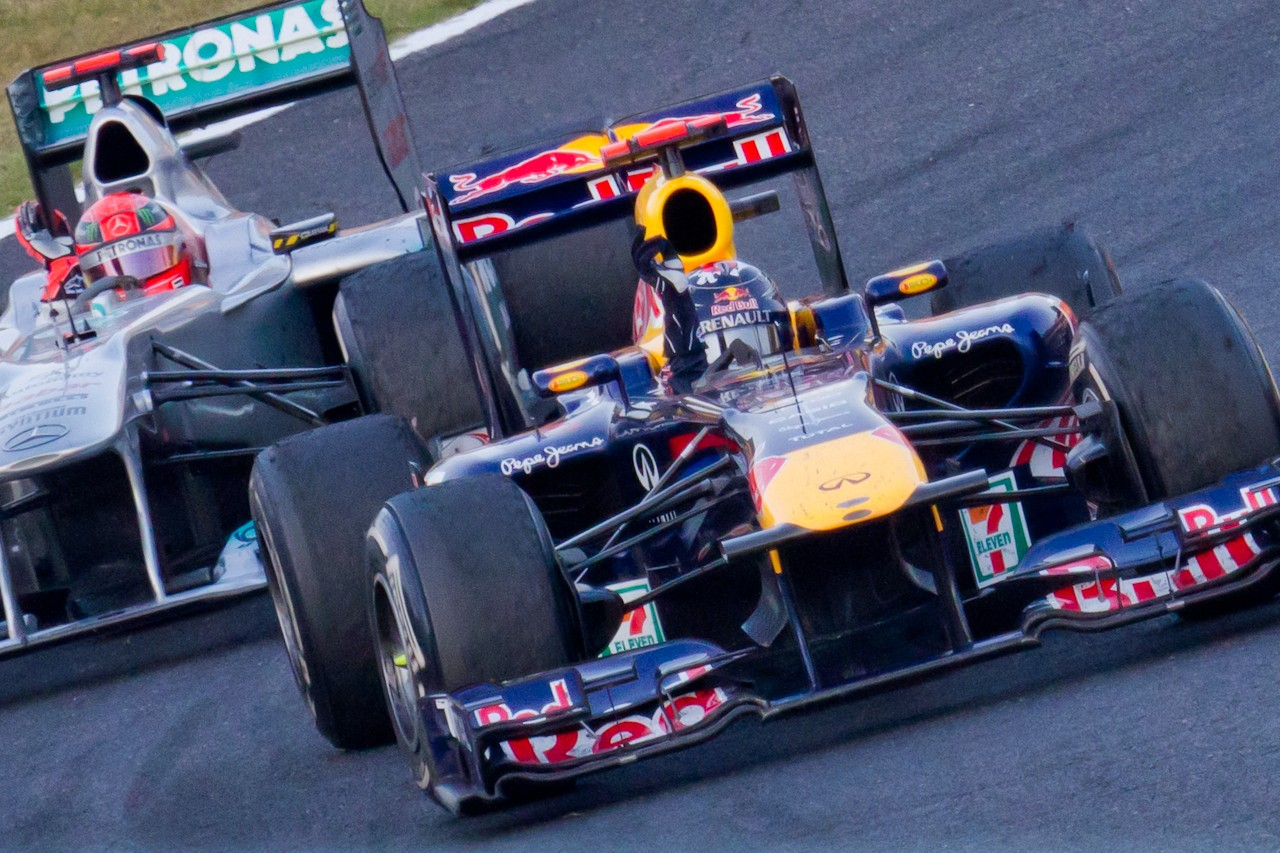
Sebastian Vettel (vorne) jubelt über den Gewinn seines zweiten Weltmeistertitels; im Hintergrund ist der siebenfache Weltmeister Michael Schumacher

In der Konstrukteursweltmeisterschaft verringerte McLaren-Mercedes zwar den Rückstand auf Red Bull-Renault, die dennoch beim nächsten Grand Prix den Titel vorzeitig gewinnen können.

## Meldeliste
| Team                         | Nr. | Fahrer             | Chassis             | Motor                | Reifen |
| ---------------------------- | --- | ------------------ | ------------------- | -------------------- | ------ |
| Red Bull Racing              | 01  | Sebastian Vettel   | Red Bull RB7        | Renault 2.4 V8       | P      |
| Red Bull Racing              | 02  | Mark Webber        | Red Bull RB7        | Renault 2.4 V8       | P      |
| Vodafone McLaren Mercedes    | 03  | Lewis Hamilton     | McLaren MP4-26      | Mercedes-Benz 2.4 V8 | P      |
| Vodafone McLaren Mercedes    | 04  | Jenson Button      | McLaren MP4-26      | Mercedes-Benz 2.4 V8 | P      |
| Scuderia Ferrari             | 05  | Fernando Alonso    | Ferrari 150º Italia | Ferrari 2.4 V8       | P      |
| Scuderia Ferrari             | 06  | Felipe Massa       | Ferrari 150º Italia | Ferrari 2.4 V8       | P      |
| Mercedes GP Petronas F1 Team | 07  | Michael Schumacher | Mercedes MGP W02    | Mercedes-Benz 2.4 V8 | P      |
| Mercedes GP Petronas F1 Team | 08  | Nico Rosberg       | Mercedes MGP W02    | Mercedes-Benz 2.4 V8 | P      |
| Lotus Renault GP             | 09  | Bruno Senna        | Renault R31         | Renault 2.4 V8       | P      |
| Lotus Renault GP             | 10  | Witali Petrow      | Renault R31         | Renault 2.4 V8       | P      |
| AT&T Williams                | 11  | Rubens Barrichello | Williams FW33       | Cosworth 2.4 V8      | P      |
| AT&T Williams                | 12  | Pastor Maldonado   | Williams FW33       | Cosworth 2.4 V8      | P      |
| Force India F1 Team          | 14  | Nico Hülkenberg    | Force India VJM04   | Mercedes-Benz 2.4 V8 | P      |
| Force India F1 Team          | 14  | Adrian Sutil       | Force India VJM04   | Mercedes-Benz 2.4 V8 | P      |
| Force India F1 Team          | 15  | Paul di Resta      | Force India VJM04   | Mercedes-Benz 2.4 V8 | P      |
| Sauber F1 Team               | 16  | Kamui Kobayashi    | Sauber C30          | Ferrari 2.4 V8       | P      |
| Sauber F1 Team               | 17  | Sergio Pérez       | Sauber C30          | Ferrari 2.4 V8       | P      |
| Scuderia Toro Rosso          | 18  | Sébastien Buemi    | Toro Rosso STR6     | Ferrari 2.4 V8       | P      |
| Scuderia Toro Rosso          | 19  | Jaime Alguersuari  | Toro Rosso STR6     | Ferrari 2.4 V8       | P      |
| Team Lotus                   | 20  | Karun Chandhok     | Lotus T128          | Renault 2.4 V8       | P      |
| Team Lotus                   | 20  | Heikki Kovalainen  | Lotus T128          | Renault 2.4 V8       | P      |
| Team Lotus                   | 21  | Jarno Trulli       | Lotus T128          | Renault 2.4 V8       | P      |
| HRT F1 Team                  | 22  | Daniel Ricciardo   | HRT F111            | Cosworth 2.4 V8      | P      |
| HRT F1 Team                  | 23  | Narain Karthikeyan | HRT F111            | Cosworth 2.4 V8      | P      |
| HRT F1 Team                  | 23  | Vitantonio Liuzzi  | HRT F111            | Cosworth 2.4 V8      | P      |
| Marussia Virgin Racing       | 24  | Timo Glock         | Virgin MVR-02       | Cosworth 2.4 V8      | P      |
| Marussia Virgin Racing       | 25  | Jérôme D’Ambrosio  | Virgin MVR-02       | Cosworth 2.4 V8      | P      |

Anmerkungen
1. 1 2  Hülkenberg fuhr den Force India mit der Nummer 14 im ersten freien Training. Sutil übernahm das Fahrzeug anschließend für das restliche Rennwochenende.
2. 1 2  Chandhok fuhr den Lotus mit der Nummer 20 im ersten freien Training. Kovalainen übernahm das Fahrzeug anschließend für das restliche Rennwochenende.
3. 1 2  Karthikeyan fuhr den HRT mit der Nummer 23 im ersten freien Training. Liuzzi übernahm das Fahrzeug anschließend für das restliche Rennwochenende.

## Klassifikationen

### Qualifying
| Pos.                                                                      | Fahrer             | Konstrukteur         | Q1         | Q2         | Q3         | Start |
| ------------------------------------------------------------------------- | ------------------ | -------------------- | ---------- | ---------- | ---------- | ----- |
| 01                                                                        | Sebastian Vettel   | Red Bull-Renault     | 1:33,051   | 1:31,424   | 1:30,466   | 01    |
| 02                                                                        | Jenson Button      | McLaren-Mercedes     | 1:32,947   | 1:31,434   | 1:30,475   | 02    |
| 03                                                                        | Lewis Hamilton     | McLaren-Mercedes     | 1:32,843   | 1:31,139   | 1:30,617   | 03    |
| 04                                                                        | Felipe Massa       | Ferrari              | 1:33,235   | 1:31,909   | 1:30,804   | 04    |
| 05                                                                        | Fernando Alonso    | Ferrari              | 1:32,817   | 1:31,612   | 1:30,886   | 05    |
| 06                                                                        | Mark Webber        | Red Bull-Renault     | 1:33,135   | 1:31,576   | 1:31,156   | 06    |
| 07                                                                        | Michael Schumacher | Mercedes             | 1:33,748   | 1:32,116   | keine Zeit | 08    |
| 08                                                                        | Bruno Senna        | Renault              | 1:33,359   | 1:32,297   | keine Zeit | 09    |
| 09                                                                        | Witali Petrow      | Renault              | 1:32,877   | 1:32,245   | keine Zeit | 10    |
| 10                                                                        | Kamui Kobayashi    | Sauber-Ferrari       | 1:32,626   | 1:32,380   | keine Zeit | 07    |
| 11                                                                        | Adrian Sutil       | Force India-Mercedes | 1:32,761   | 1:32,463   | –          | 11    |
| 12                                                                        | Paul di Resta      | Force India-Mercedes | 1:33,499   | 1:32,746   | –          | 12    |
| 13                                                                        | Rubens Barrichello | Williams-Cosworth    | 1:33,921   | 1:33,079   | –          | 13    |
| 14                                                                        | Pastor Maldonado   | Williams-Cosworth    | 1:33,781   | 1:33,224   | –          | 14    |
| 15                                                                        | Sébastien Buemi    | Toro Rosso-Ferrari   | 1:33,064   | 1:33,227   | –          | 15    |
| 16                                                                        | Jaime Alguersuari  | Toro Rosso-Ferrari   | 1:35,111   | 1:33,427   | –          | 16    |
| 17                                                                        | Sergio Pérez       | Sauber-Ferrari       | 1:34,704   | keine Zeit | –          | 17    |
| 18                                                                        | Heikki Kovalainen  | Lotus-Renault        | 1:35,454   | –          | –          | 18    |
| 19                                                                        | Jarno Trulli       | Lotus-Renault        | 1:35,514   | –          | –          | 19    |
| 20                                                                        | Jérôme D’Ambrosio  | Virgin-Cosworth      | 1:36,439   | –          | –          | 20    |
| 21                                                                        | Timo Glock         | Virgin-Cosworth      | 1:36,507   | –          | –          | 21    |
| 22                                                                        | Daniel Ricciardo   | HRT-Cosworth         | 1:37,846   | –          | –          | 22    |
| 107-Prozent-Zeit: 1:39,109 min (bezogen auf Q1-Bestzeit von 1:32,626 min) |                    |                      |            |            |            |       |
| DNQ                                                                       | Nico Rosberg       | Mercedes             | keine Zeit | –          | –          | 23    |
| DNQ                                                                       | Vitantonio Liuzzi  | HRT-Cosworth         | keine Zeit | –          | –          | 24    |

Anmerkungen
1. 1 2  Rosberg und Liuzzi wurde erlaubt zu starten, da sie im freien Training ausreichend schnell gefahren waren.

1. 1 2 3 4 5 6 7 8 9 10 11 12 13 14 15 16 17 18  Rennwagen mit KERS

### Rennen
| Pos. | Fahrer             | Konstrukteur         | Runden | Stopps | Zeit        | Start | Schnellste Runde |
| ---- | ------------------ | -------------------- | ------ | ------ | ----------- | ----- | ---------------- |
| 01   | Jenson Button      | McLaren-Mercedes     | 53     | 3      | 1:30:53,427 | 02    | 1:36,568 (52.)   |
| 02   | Fernando Alonso    | Ferrari              | 53     | 3      | + 1,160     | 05    | 1:36,682 (50.)   |
| 03   | Sebastian Vettel   | Red Bull-Renault     | 53     | 3      | + 2,006     | 01    | 1:36,916 (52.)   |
| 04   | Mark Webber        | Red Bull-Renault     | 53     | 3      | + 8,071     | 06    | 1:36,828 (47.)   |
| 05   | Lewis Hamilton     | McLaren-Mercedes     | 53     | 3      | + 24.268    | 03    | 1:37,645 (49.)   |
| 06   | Michael Schumacher | Mercedes             | 53     | 3      | + 27,120    | 08    | 1:37,916 (53.)   |
| 07   | Felipe Massa       | Ferrari              | 53     | 3      | + 28,240    | 04    | 1:37,800 (50.)   |
| 08   | Sergio Pérez       | Sauber-Ferrari       | 53     | 2      | + 39,377    | 17    | 1:36,569 (39.)   |
| 09   | Witali Petrow      | Renault              | 53     | 2      | + 42,607    | 10    | 1:37,053 (47.)   |
| 10   | Nico Rosberg       | Mercedes             | 53     | 3      | + 44,322    | 23    | 1:36,614 (50.)   |
| 11   | Adrian Sutil       | Force India-Mercedes | 53     | 3      | + 54,447    | 11    | 1:38,133 (43.)   |
| 12   | Paul di Resta      | Force India-Mercedes | 53     | 3      | + 1:02,326  | 12    | 1:37,970 (43.)   |
| 13   | Kamui Kobayashi    | Sauber-Ferrari       | 53     | 2      | + 1:03,705  | 07    | 1:39,724 (44.)   |
| 14   | Pastor Maldonado   | Williams-Cosworth    | 53     | 3      | + 1:04,194  | 14    | 1:37,645 (50.)   |
| 15   | Jaime Alguersuari  | Toro Rosso-Ferrari   | 53     | 2      | + 1:06,623  | 16    | 1:37,411 (41.)   |
| 16   | Bruno Senna        | Renault              | 53     | 2      | + 1:12,628  | 09    | 1:38,407 (42.)   |
| 17   | Rubens Barrichello | Williams-Cosworth    | 53     | 3      | + 1:14,191  | 13    | 1:39,080 (53.)   |
| 18   | Heikki Kovalainen  | Lotus-Renault        | 53     | 3      | + 1:27,824  | 18    | 1:39,297 (50.)   |
| 19   | Jarno Trulli       | Lotus-Renault        | 53     | 3      | + 1:36,140  | 19    | 1:39,561 (49.)   |
| 20   | Timo Glock         | Virgin-Cosworth      | 51     | 3      | + 2 Runden  | 21    | 1:41,704 (46.)   |
| 21   | Jérôme D’Ambrosio  | Virgin-Cosworth      | 51     | 3      | + 2 Runden  | 20    | 1:41,794 (45.)   |
| 22   | Daniel Ricciardo   | HRT-Cosworth         | 51     | 3      | + 2 Runden  | 22    | 1:41,437 (49.)   |
| 23   | Vitantonio Liuzzi  | HRT-Cosworth         | 50     | 3      | + 3 Runden  | 24    | 1:42,409 (37.)   |
| –    | Sébastien Buemi    | Toro Rosso-Ferrari   | 11     | 1      | DNF         | 15    | 1:42,107 (06.)   |

Anmerkungen
1. 1 2 3 4 5 6 7 8 9 10 11 12 13 14 15 16 17 18  Rennwagen mit KERS

## WM-Stände nach dem Rennen
Die ersten zehn des Rennens bekamen 25, 18, 15, 12, 10, 8, 6, 4, 2 bzw. 1 Punkt(e).

### Fahrerwertung
| Pos. | Fahrer             | Konstrukteur         | Punkte |
| ---- | ------------------ | -------------------- | ------ |
| 01   | Sebastian Vettel   | Red Bull-Renault     | 324    |
| 02   | Jenson Button      | McLaren-Mercedes     | 210    |
| 03   | Fernando Alonso    | Ferrari              | 202    |
| 04   | Mark Webber        | Red Bull-Renault     | 194    |
| 05   | Lewis Hamilton     | McLaren-Mercedes     | 178    |
| 06   | Felipe Massa       | Ferrari              | 90     |
| 07   | Nico Rosberg       | Mercedes             | 63     |
| 08   | Michael Schumacher | Mercedes             | 60     |
| 09   | Witali Petrow      | Renault              | 36     |
| 10   | Nick Heidfeld      | Renault              | 34     |
| 11   | Adrian Sutil       | Force India-Mercedes | 28     |
| 12   | Kamui Kobayashi    | Sauber-Ferrari       | 27     |
| 13   | Paul di Resta      | Force India-Mercedes | 20     |
| 14   | Jaime Alguersuari  | Toro Rosso-Ferrari   | 16     |

| Pos. | Fahrer             | Konstrukteur       | Punkte |
| ---- | ------------------ | ------------------ | ------ |
| 15   | Sergio Pérez       | Sauber-Ferrari     | 13     |
| 16   | Sébastien Buemi    | Toro Rosso-Ferrari | 13     |
| 17   | Rubens Barrichello | Williams-Cosworth  | 4      |
| 18   | Bruno Senna        | Renault            | 2      |
| 19   | Pastor Maldonado   | Williams-Cosworth  | 1      |
| 20   | Pedro de la Rosa   | Sauber-Ferrari     | 0      |
| 21   | Jarno Trulli       | Lotus-Renault      | 0      |
| 22   | Heikki Kovalainen  | Lotus-Renault      | 0      |
| 23   | Vitantonio Liuzzi  | HRT-Cosworth       | 0      |
| 24   | Jérôme D’Ambrosio  | Virgin-Cosworth    | 0      |
| 25   | Timo Glock         | Virgin-Cosworth    | 0      |
| 26   | Narain Karthikeyan | HRT-Cosworth       | 0      |
| 27   | Daniel Ricciardo   | HRT-Cosworth       | 0      |
| 28   | Karun Chandhok     | Lotus-Renault      | 0      |

### Konstrukteurswertung
| Pos. | Konstrukteur         | Punkte |
| ---- | -------------------- | ------ |
| 01   | Red Bull-Renault     | 518    |
| 02   | McLaren-Mercedes     | 388    |
| 03   | Ferrari              | 292    |
| 04   | Mercedes             | 123    |
| 05   | Renault              | 72     |
| 06   | Force India-Mercedes | 48     |

| Pos. | Konstrukteur       | Punkte |
| ---- | ------------------ | ------ |
| 07   | Sauber-Ferrari     | 40     |
| 08   | Toro Rosso-Ferrari | 29     |
| 09   | Williams-Cosworth  | 5      |
| 10   | Lotus-Renault      | 0      |
| 11   | HRT-Cosworth       | 0      |
| 12   | Virgin-Cosworth    | 0      |